# 2. općinska nogometna liga Virovitica 1978./79.
2. općinska nogometna liga Virovitica (II. općinska nogometna liga Virovitica) za sezonu 1978./79. je bila liga osmog stupnja nogometnog prvenstva Jugoslavije. 
 
Sudjelovalo je 12 klubova, a prvak je bio klub "Milanovac".  

## Ljestvica
| mj. | klub                   | ut. | pob. | ner. | por. | gol+ | gol- | bod | bod- |
| --- | ---------------------- | --- | ---- | ---- | ---- | ---- | ---- | --- | ---- |
| 1.  | Milanovac              | 22  | 16   | 2    | 4    | 62   | 33   | 34  |      |
| 2.  | Tehničar Cabuna        | 22  | 15   | 1    | 6    | 73   | 37   | 31  |      |
| 3.  | Radnički Gaćište       | 22  | 11   | 4    | 7    | 71   | 51   | 26  |      |
| 4.  | Čelik Dijelka          | 22  | 11   | 3    | 8    | 48   | 34   | 25  |      |
| 5.  | Graničar Okrugljača    | 22  | 10   | 5    | 7    | 54   | 51   | 23  |      |
| 6.  | Mladost Vukosavljevica | 22  | 11   | 3    | 8    | 54   | 54   | 25  |      |
| 7.  | Brana Bačevac          | 22  | 8    | 3    | 11   | 50   | 58   | 19  |      |
| 8.  | Napredak Rušani        | 22  | 7    | 3    | 12   | 48   | 51   | 17  |      |
| 9.  | Plavi Jugovo Polje     | 22  | 8    | 1    | 13   | 42   | 57   | 17  |      |
| 10. | Viržinija Brezovica    | 22  | 7    | 2    | 13   | 46   | 63   | 15  |      |
| 11. | Graničar Majkovac      | 22  | 9    | 2    | 11   | 49   | 64   | 14  | -6   |
| 12. | Sloga Dugo Selo        | 22  | 3    | 3    | 16   | 34   | 81   | 5   | -4   |

- Bačevac – pisao se i kao Baćevac
- Dijelka – danas dio naselja Veliko Polje
- Dugo Selo – skraćeno za Dugo Selo Lukačko
- Majkovac, skraćeno za Majkovac Podravski – danas dio naselja Žlebina

## Rezultatska križaljka
| kratica | klub                   | BAR | ČEL | GRAM | GRAO | MIL | MLA | NAP | PLA | RAD | SLO | TEH | VIR |
| --- | ---------------------- | --- | --- | ---- | ---- | --- | --- | --- | --- | --- | --- | --- | --- |
| BRA | Brana Bačevac          |     |     |      |      |     |     |     |     |     |     |     |     |
| ČEL | Čelik Dijelka          |     |     |      |      |     |     |     |     |     |     |     |     |
| GRAM | Graničar Majkovac      |     |     |      |      |     |     |     |     |     |     |     |     |
| GRAO | Graničar Okrugljača    |     |     |      |      |     |     |     |     |     |     |     |     |
| MIL | Milanovac              |     |     |      |      |     |     |     |     |     |     |     |     |
| MLA | Mladost Vukosavljevica |     |     |      |      |     |     |     |     |     |     |     |     |
| NAP | Napredak Rušani        |     |     |      |      |     |     |     |     |     |     |     |     |
| PLA | Plavi Jugovo Polje     |     |     |      |      |     |     |     |     |     |     |     |     |
| RAD | Radnički Gaćište       |     |     |      |      |     |     |     |     |     |     |     |     |
| SLO | Sloga Dugo Selo        |     |     |      |      |     |     |     |     |     |     |     |     |
| TEH | Tehničar Cabuna        |     |     |      |      |     |     |     |     |     |     |     |     |
| VIR | Viržinija Brezovica    |     |     |      |      |     |     |     |     |     |     |     |     |
| |                        |     |     |      |      |     |     |     |     |     |     |     |     |
| podebljan rezultat - utakmice od 1. do 11. kola (1. utakmica između klubova) rezultat normalne debljine - utakmice od 12. do 22. kola (2. utakmica između klubova) rezultat nakošen - nije vidljiv redoslijed odigravanja međusobnih utakmica iz dostupnih izvora rezultat smanjen * - iz dostupnih izvora nije uočljiv domaćin susreta prekrižen rezultat - poništena ili brisana utakmica p - utakmica prekinuta 3:0 p.f. / 0:3 p.f. - rezultat 3:0 bez borbe n.i. - nije igrano |                        |     |     |      |      |     |     |     |     |     |     |     |     |

 Izvori: